# Gare de Zandbergen
La gare de Zandbergen (en néerlandais : station Zandbergen) est une gare ferroviaire belge de la ligne 90, de Denderleeuw à Jurbise, située à Zandbergen, section de la ville de Grammont, dans la province de Flandre-Orientale en Région flamande.
Elle est mise en service en 1855. C'est une halte ferroviaire de la Société nationale des chemins de fer belges (SNCB) desservie par des trains Suburbains (S) et d'Heure de pointe (P).

## Situation ferroviaire
Établie à 14 mètres d'altitude, la gare de Zandbergen est située au point kilométrique (PK) 13,200 de la ligne 90, de Denderleeuw à Jurbise, entre les gares d'Appelterre et d'Idegem. 

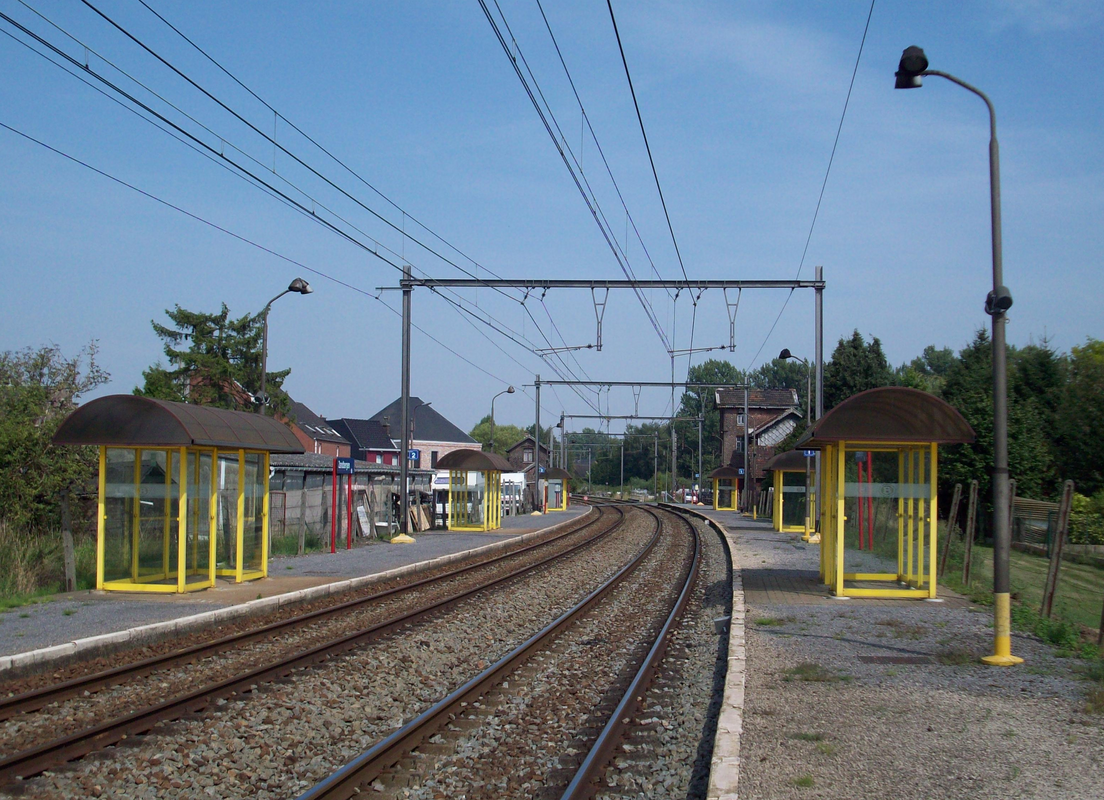
Intérieur de la halte.

## Histoire
La station de Zandbergen est mise en service en 1855.

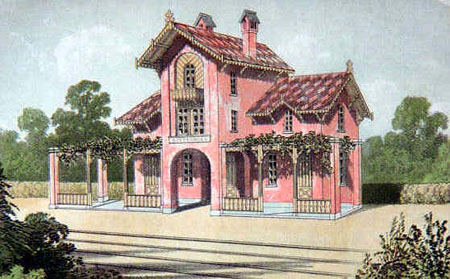
Bâtiment de la gare de Zandbergen, dessin de l’architecte Jean-Pierre Cluysenaar.

## Service des voyageurs

### Accueil
Halte SNCB, c'est un point d'arrêt non géré (PANG) à accès libre.
La traversée des voies et le passage d'un quai à l'autre s'effectuent par le passage à niveau routier.
Les quais ont été pavés et surhaussés.

### Desserte
Zandbergen est desservie par des trains Suburbains (S) et d'Heure de pointe (P) de la SNCB, qui effectuent des missions sur la ligne commerciale 90 : Mons - Denderleeuw (voir brochures SNCB,).
En semaine, la desserte repose sur des trains S6 circulant entre Denderleeuw et Schaerbeek, via Denderleeuw, Grammont et Hal, renforcés par :
- des trains P entre Grammont et Gand-Saint-Pierre via Denderleeuw (trois le matin, deux dans l’autre sens l’après-midi) ;
- des trains P ou S6 supplémentaires entre Grammont et Denderleeuw (cinq le matin, quatre dans l’autre sens l’après-midi) ;
- un train S6 supplémentaire entre Denderleeuw et Grammont (le matin, retour l’après-midi) ;
- un train P entre Grammont et Denderleeuw (vers midi).

Les week-ends et jours fériés, la desserte est limitée aux seuls trains S6 circulant entre Denderleeuw et Schaerbeek (via Grammont et Hal).

### Intermodalité
Un parc pour les vélos y est aménagé. Le stationnement des véhicules est possible à proximité.

## Comptage voyageurs
Ce graphique et tableau montre le nombre de voyageurs embarquant en moyenne durant la semaine, le samedi et le dimanche.
| Nombre de passagers qui embarquent à la gare de Zandbergen | Nombre de passagers qui embarquent à la gare de Zandbergen | Nombre de passagers qui embarquent à la gare de Zandbergen | Nombre de passagers qui embarquent à la gare de Zandbergen |
|                                                            | Semaine                                                    | Samedi                                                     | Dimanche                                                   |
| ---------------------------------------------------------- | ---------------------------------------------------------- | ---------------------------------------------------------- | ---------------------------------------------------------- |
| 1977                                                       | 518                                                        | 80                                                         | 53                                                         |
| 1978                                                       | 557                                                        | 87                                                         | 54                                                         |
| 1979                                                       | 531                                                        | 87                                                         | 50                                                         |
| 1980                                                       | 448                                                        | 61                                                         | 50                                                         |
| 1981                                                       | 488                                                        | 72                                                         | 62                                                         |
| 1982                                                       | 499                                                        | 54                                                         | 66                                                         |
| 1983                                                       | 392                                                        | 56                                                         | 46                                                         |
| 1984                                                       | 402                                                        | 47                                                         | 55                                                         |
| 1985                                                       | 419                                                        | 62                                                         | 34                                                         |
| 1986                                                       | 418                                                        | 48                                                         | 28                                                         |
| 1987                                                       | 392                                                        | 63                                                         | 36                                                         |
| 1988                                                       | 401                                                        | 48                                                         | 48                                                         |
| 1989                                                       | 377                                                        | 44                                                         | 48                                                         |
| 1990                                                       | 395                                                        | 54                                                         | 43                                                         |
| 1991                                                       | 379                                                        | 43                                                         | 39                                                         |
| 1992                                                       | 347                                                        | 49                                                         | 36                                                         |
| 1993                                                       | 278                                                        | 53                                                         | 41                                                         |
| 1994                                                       | 270                                                        | 43                                                         | 59                                                         |
| 1995                                                       | 252                                                        | 78                                                         | 55                                                         |
| 1996                                                       | 279                                                        | 120                                                        | 169                                                        |
| 1997                                                       | 321                                                        | 38                                                         | 32                                                         |
| 1998                                                       | 295                                                        | 48                                                         | 38                                                         |
| 1999                                                       | 189                                                        | 39                                                         | 42                                                         |
| 2000                                                       | 227                                                        | 54                                                         | 34                                                         |
| 2001                                                       | 221                                                        | 36                                                         | 23                                                         |
| 2002                                                       | 187                                                        | 24                                                         | 28                                                         |
| 2003                                                       | 193                                                        | 41                                                         | 28                                                         |
| 2004                                                       | 215                                                        | 38                                                         | 28                                                         |
| 2005                                                       | 192                                                        | 34                                                         | 30                                                         |
| 2006                                                       | 223                                                        | 38                                                         | 25                                                         |
| 2007                                                       | 196                                                        | 42                                                         | 20                                                         |
| 2008                                                       | -                                                          | -                                                          | -                                                          |
| 2009                                                       | 156                                                        | 55                                                         | 46                                                         |
| 2010                                                       | -                                                          | -                                                          | -                                                          |
| 2011                                                       | -                                                          | -                                                          | -                                                          |
| 2012                                                       | 170                                                        | 40                                                         | 34                                                         |
| 2013                                                       | 192                                                        | 39                                                         | 31                                                         |
| 2014                                                       | 183                                                        | 15                                                         | 15                                                         |
| 2015                                                       | 163                                                        | 48                                                         | 22                                                         |
| 2016                                                       | 213                                                        | 43                                                         | 21                                                         |
| 2017                                                       | 185                                                        | 40                                                         | 48                                                         |
| 2018                                                       | 208                                                        | 51                                                         | 42                                                         |
| 2019                                                       | 193                                                        | 55                                                         | 42                                                         |
| 2020                                                       | 144                                                        | 39                                                         | 34                                                         |
| 2021                                                       | -                                                          | -                                                          | -                                                          |
| 2022                                                       | 230                                                        | 84                                                         | 63                                                         |
| 2023                                                       | 246                                                        | 46                                                         | 55                                                         |
| 2024                                                       | 256                                                        | 80                                                         | 78                                                         |

## Patrimoine ferroviaire
Le bâtiment de la gare, construit selon des plans de Jean-Pierre Cluysenaar en 1855 et agrandi vers 1889, bénéficie du statut de bien classé depuis le 20 juin 1991.

La maison de garde-barrière est considérée comme un élément du patrimoine architectural depuis 2009.

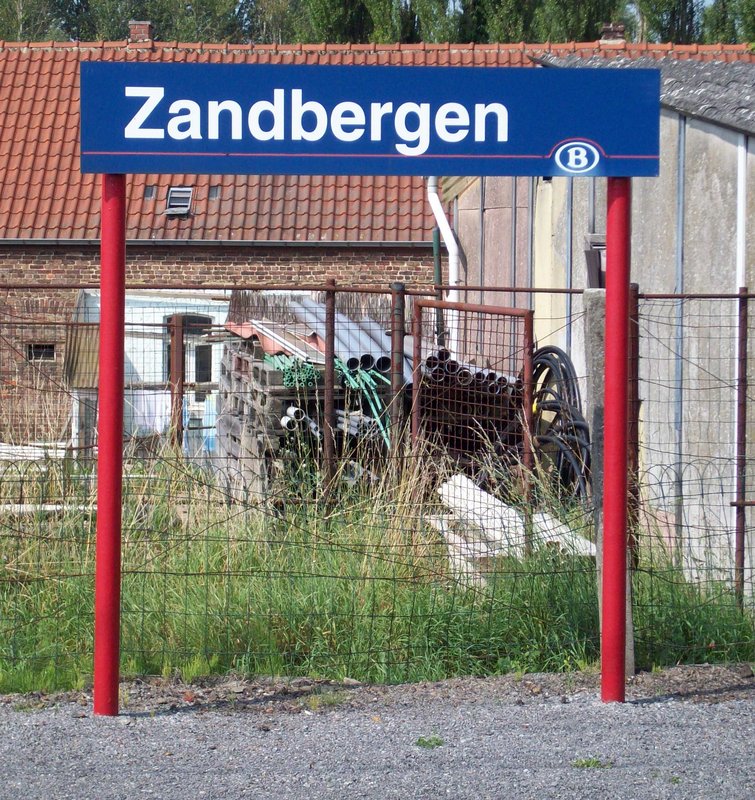
Panneau de quai.
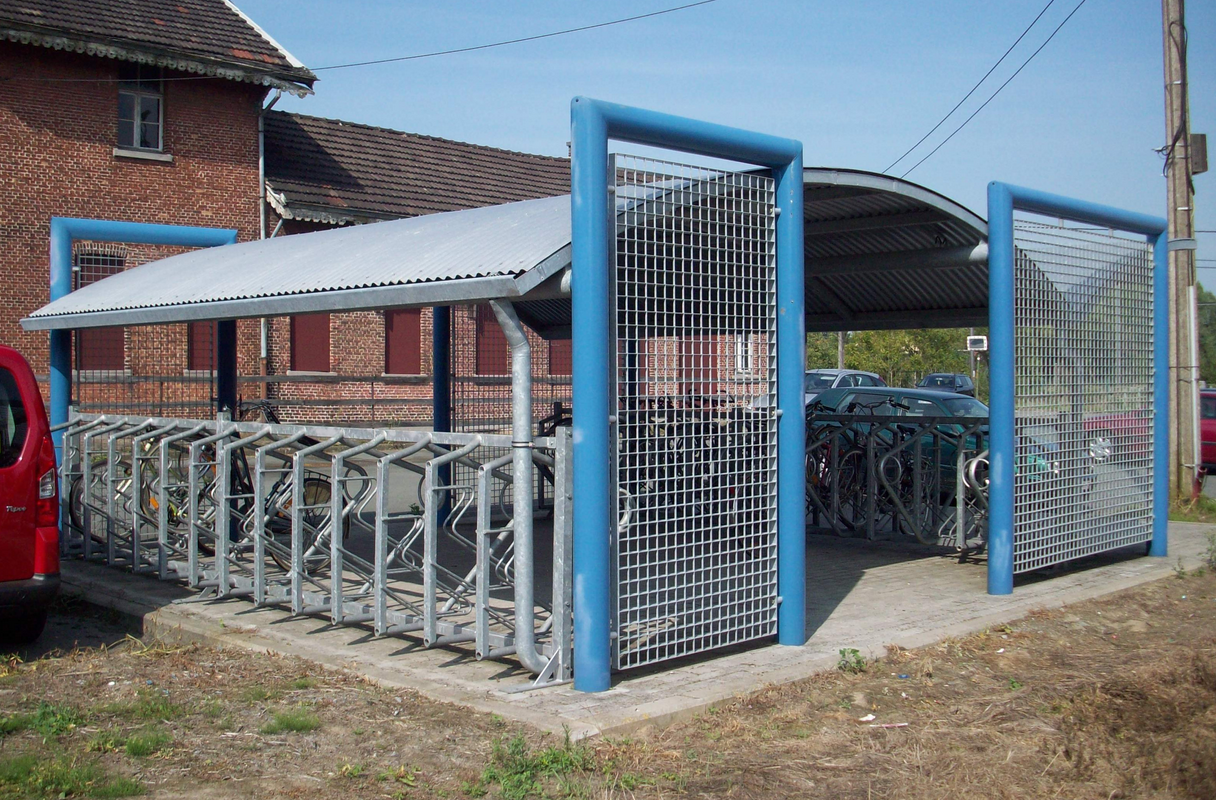
Parc à vélos.
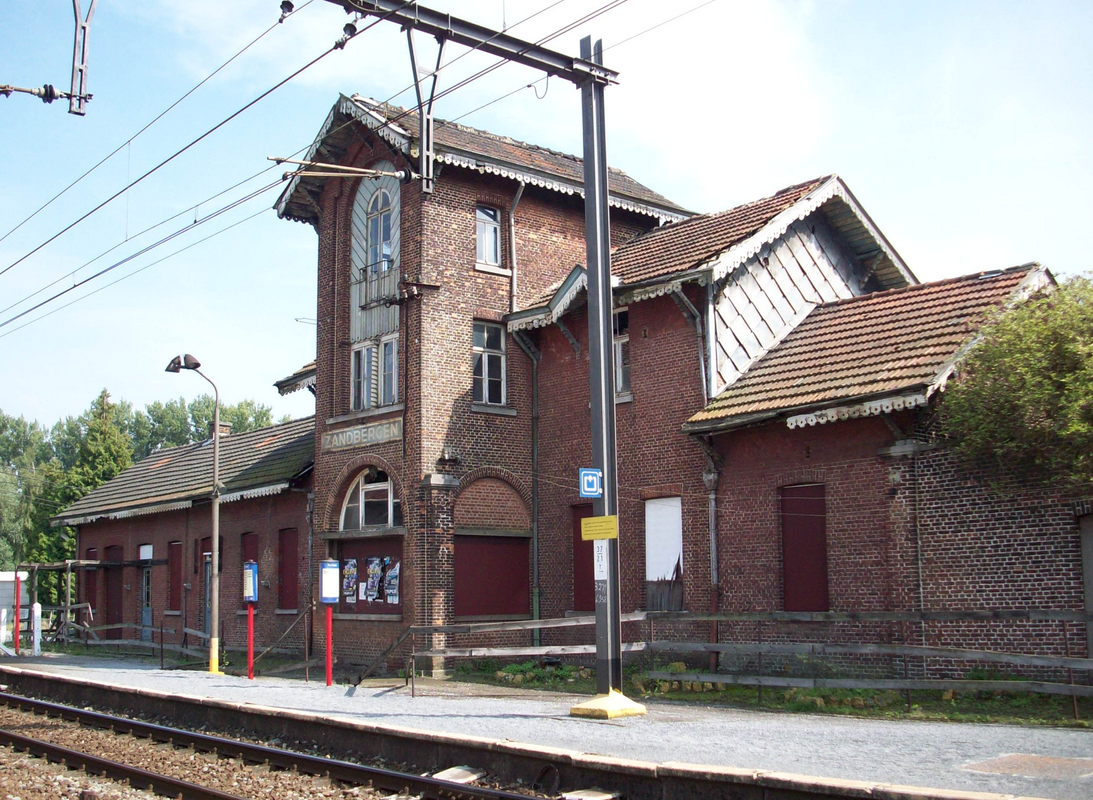
Bâtiment voyageurs (fermé).
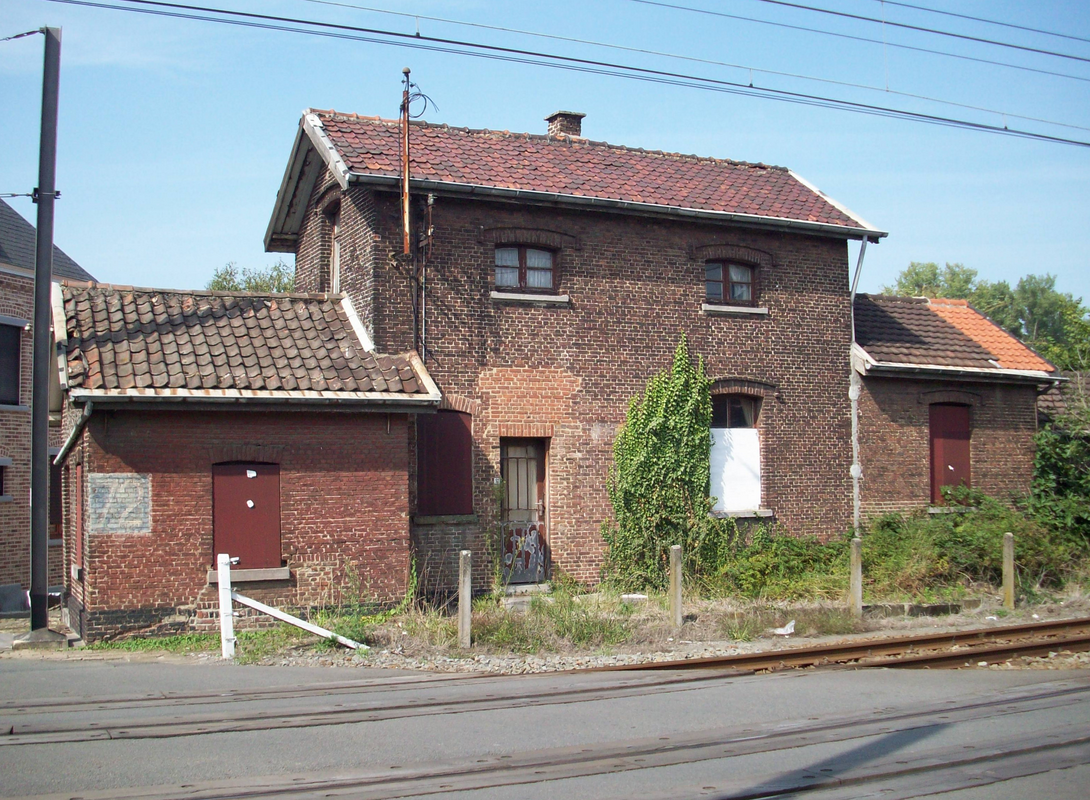
Maison de garde-barrière (2009).
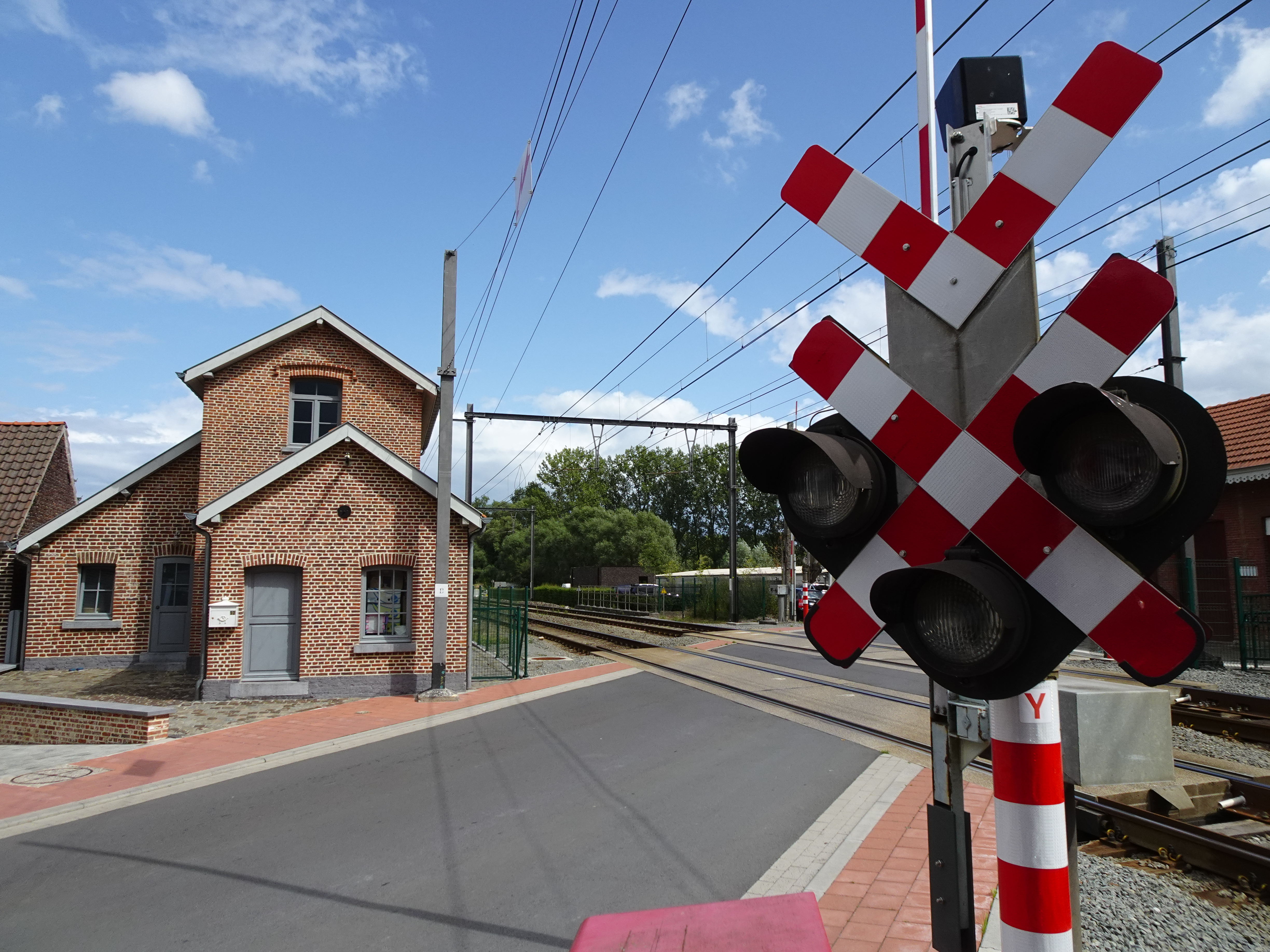
Passage à niveau (2019).